# بالون بكري
بالون بكري (بالإنجليزية: Bakri balloon)‏ هو جهازٌ طبي تم تطويره بواسطة شركة كوك ميدكال. يُستعمل هذا البالون في التحكم المؤقت وتقليل النزف التالِ للوضع، وهو بالونٌ توليدي 24 فرينش، يبلغ طوله 54 سم، ويكون مصنعًا من السيليكون بسعة تعبئة 500 مل.
حسب منظمة الصحة العالمية، فإنه تحدث حوالي 100,000 حالة وفاة للأمهات في كل عام بسبب النزف التالِ للوضع (PPH)، وتعتبر السبب الرئيسي لوفيات الأمهات في الدول المتقدمة.

## الاستعمال
بالون البكري هو بالونٍ توليدي مُصنعٌ من السيليكون، ومُصممٌ خصيصًا لعلاج النزف التالِ للوضع (PPH). يُستخدم الجهاز للتحكم المؤقت أو الحد من النزيف التالِ للوضع عندما يكون هناك حاجة إلى التحكم المُحافط لنزيف الرحم.

## الحالات
سجلت دراسة واحدة في فنلندا شملت 50 مريضًا معدل نجاحٍ إجمالي قدره 86% عند استخدام بالون بكري في التعامل مع النزفِ التال للوضع. ذكرت دراسة ألمانية شملت 20 مريضًا معدل نجاح إجمالي قدره 90% عند استخدام البالون بالاشتراك مع خياطة البي- لينش.

## توصيات
وافق كلٌ من الإتحاد الدولي لطب النساء والتوليد (FIGO) والاتحاد الدولي للقابلات (ICM) على بالون بكري كواحدةٍ من أدوات الدعم الرئيسية في علاج النزف التالِ للوضع.